# خطوط تي أن تي الجوية
خطوط تي أن تي الجوية هي فرع من شركة تي أن تي إكسبرس و هي شركة طيران للمسافرين و الشحن الجوي (منذ 2004)، و تقدم رحلات مستأجرة لعدة وجهات أوروبية، تم إنشاء الشركة في 1999، و يقع مقرها في مطار لييج، لييج، بلجيكا.